# Guayana Esequiba

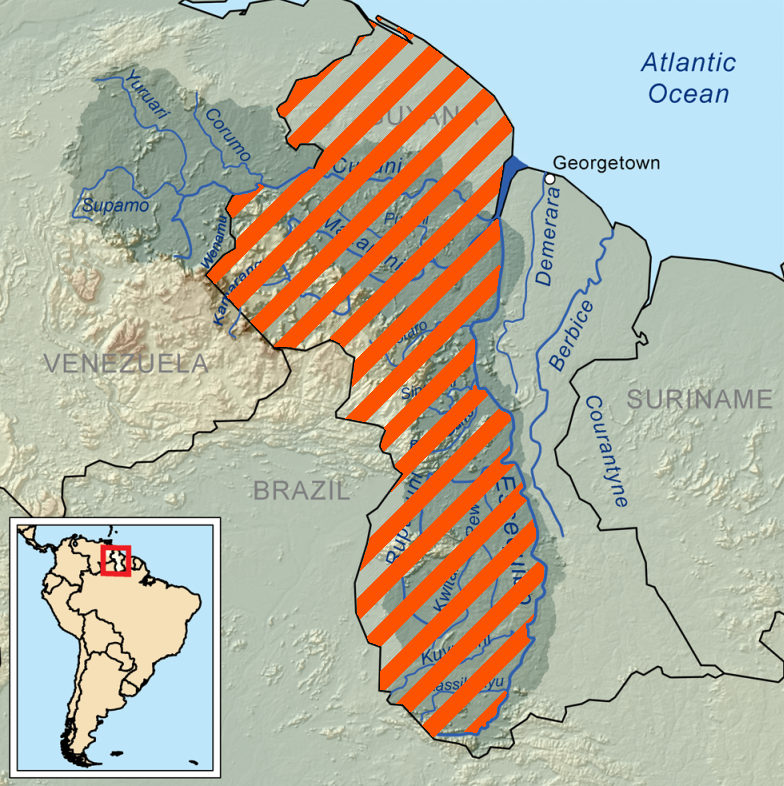
Khu vực Esequibo do Venezuela tuyên bố chủ quyền.

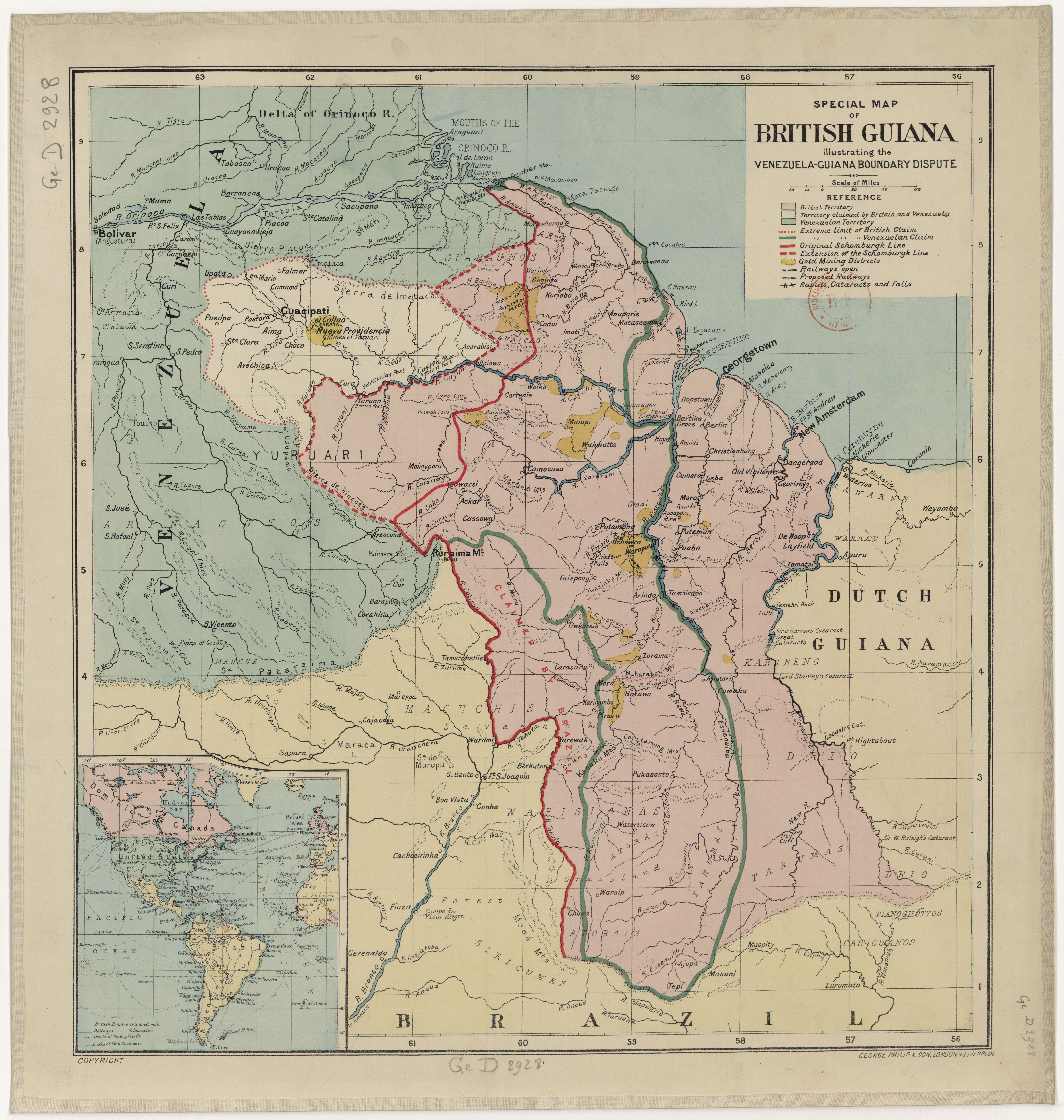
Bản đồ Guyana thuộc Anh, bao gồm phần ranh giới phía tây cắt nhượng cho Venezuela, dựa theo phán quyết của toà trọng tài năm 1899.

Guayana Esequiba, hoặc gọi là Esequibo, Essequibo, là lãnh thổ tranh chấp nằm ở bờ tây của sông Essequibo, hiện tại do Guyana cai quản, chiếm 62% diện tích lãnh thổ Guyana, nhưng Venezuela chưa bao giờ từ bỏ yêu cầu lãnh thổ đối với khu vực này. Hai nước Guyana và Venezuela tồn tại tranh chấp lâu dài về vấn đề chủ quyền của khu vực Esequiba, khu vực tranh chấp chiếm 2/3 diện tích lãnh thổ do Guyana kiểm soát thực tế. Guyana cho rằng, biên giới giữa hai nước phải là do toà Trọng tài năm 1899 (en) xác định, nhưng Venezuela kiên quyết cho rằng, sông Essequibo phải là biên giới tự nhiên, giống như trạng thái hồi năm 1777.
Đầu thế kỉ IX, đã có người Anh-điêng định cư ở Guyana. Năm 1498, Columbus đi giữa đường đến bờ biển Guyana. Kể từ thế kỉ XVI, các thực dân như Tây Ban Nha, Hà Lan, Anh và Pháp lần lượt xâm lược. Cuối thế kỉ XVI, người Hà Lan đến Guyana làm nghề mua bán thuốc nhuộm, nhựa cây và gỗ vùng nhiệt đới, năm 1616 đã thiết lập Thuộc địa Essequibo tại Guyana, năm 1621 thành lập Công ty Tây Ấn Hà Lan để tiến hành quản lí, đã khai hoang và phát triển các vườn mía, đồng thời buôn bán vận chuyển lượng lớn nô lệ người da đen.
Năm 1814, Anh Quốc đã giành được chủ quyền Guiana từ trong tay Hà Lan, sau đó đem biên giới phía tây mở rộng dần dần sang Venezuela. Đến năm 1882, Venezuela không nhịn được, yêu cầu Anh Quốc chấp nhận trọng tài, toà trọng tài phát sinh vào năm 1899. Người ta đánh giá, trọng tài lần đó khiến cho Guiana thuộc Anh đã bảo toàn vùng lãnh thổ này, nhưng đã ngăn cản nó tiếp tục xâm chiếm về phía tây. Venezuela hầu như không bằng lòng về trọng tài, một trăm năm sau nó tuyên bố trọng tài vô hiệu.
Vấn đề Esequiba đã có lịch sử hơn 200 năm, nguyên nhân cơ bản là sau khi Hà Lan cắt nhượng thuộc địa Mỹ La-tinh cho Anh Quốc theo Hiệp ước Anh - Hà Lan năm 1814 (en), người Anh Quốc đơn phương đã hoạch định đường Schomburgk, dẫn đến Anh Quốc và Guyana sau khi độc lập đã tranh cãi về bộ phận lãnh thổ này với Venezuela trong một khoảng thời gian dài, toà Trọng tài năm 1899 phán quyết 90% lãnh thổ thuộc Guiana thuộc Anh, 10% lãnh thổ thuộc Venezuela. Việc phát hiện vàng và dầu mỏ đã làm trầm trọng hơn cuộc tranh cãi về vùng lãnh thổ này, đặc biệt là những năm gần đây Guyana đem quyền khai thác mỏ dầu trên biển bán cho Hoa Kỳ.